# Ronny Keller
Ronny Keller, né le 6 octobre 1979 à Volketswil, est un joueur suisse de hockey sur glace. Le 5 mars 2013, il devient paraplégique lors d’un match opposant le HC Olten au SC Langenthal, à la suite d'une charge de Stefan Schnyder.

## Biographie
Né le 6 octobre 1979 à Volketswil, Ronny Keller découvre le hockey sur glace avec les équipes du EHC Dübendorf. Il rejoint ensuite les juniors du GCK Lions, où il joue en Juniors Élites A, le plus haut niveau junior en Suisse entre 1996 et 1998. Durant la saison 1997-1998, il fait ses débuts en Ligue nationale B avec la première équipe du GCK Lions. Au cours de la saison suivante, il découvre la Ligue nationale A avec le ZSC Lions.
Au début de la saison 1999-2000, Ronny Keller est intégré dans l’équipe du ZSC Lions et remporte le titre national au terme de la saison. Il quitte néanmoins le club du Hallenstadion pour s’engager avec les Kloten Flyers. Il reste deux saisons dans le club de la banlieue zurichoise, et est prêté, le temps des play-out 2001-2002 au Lausanne HC. Il rejoint définitivement le club vaudois au terme de cette même saison.
Au cours de la saison 2004-2005, il quitte le club vaudois pour le HC Bâle, avec qui il fête la promotion, aux dépens de Lausanne. Il ne poursuit néanmoins pas l’aventure avec le club bâlois, puisqu’il se retrouve au HC Thurgovie, en première ligue au début de la saison 2005-2006. Il retrouve le Ligue nationale B avec le club thurgovien au terme de cette saison. Il reste trois saisons à Kreuzlingen, entrecoupé d’une halte en fin de saison 2006-2007 à Lausanne, avant de s’engager au HC Sierre. Il reste également trois saisons à Graben et s'occupe également du mouvement junior. Il exerce la fonction de responsable technique adjoint au côté de Christophe Fellay et entraine également les moskitos et minis top des rouge et jaune, avant de revenir en Thurgovie et devient également l'entraineur des juniors élite B. Avant cela, au terme de la saison 2010-2011, il est prêté pour les play-out aux Rapperswil-Jona Lakers.
Avant le terme de la saison régulière 2011-2012, il est prêté par le club thurgovien aux Rapperswil-Jona Lakers, avec qui il joue à nouveau les play-out.
Après une autre saison avec Thurgovie, il est prêté pour la fin de saison au HC Olten. Le 5 mars 2013, lors de la demi-finale des séries éliminatoires face au SC Langenthal, Ronny Keller se blesse grièvement après une charge de Stefan Schnyder. Selon le diagnostic, le risque de paralysie est élevé. Le diagnostic est confirmé le 7 mars, Ronny Keller est paralysé à vie. Il a subi une grave lésion à la quatrième vertèbre thoracique. Cet incident n’est pas sans rappeler celui qui avait conduit Pat Schafhauser dans une chaise roulante en décembre 1995.

## Statistiques
| Saison     | Équipe                 | Ligue        |     | Saison régulière | Saison régulière | Saison régulière | Saison régulière | Saison régulière |    | Séries éliminatoires | Séries éliminatoires | Séries éliminatoires | Séries éliminatoires | Séries éliminatoires |
| Saison     | Équipe                 | Ligue        | PJ  | B                | A                | Pts              | Pun              | PJ               | B  | A                    | Pts                  | Pun                  |                      |                      |
| 1996-1997  | GCK Lions U20          | Jr. Élites A | 34  | 2                | 5                | 7                |                  | -                | -  | -                    | -                    | -                    |                      |                      |
| 1997-1998  | GCK Lions              | LNB          | 36  | 3                | 1                | 4                | 28               | 5                | 0  | 0                    | 0                    | 0                    |                      |                      |
| 1997-1998  | GCK Lions U20          | Jr. Élites A | 22  | 2                | 11               | 13               | 28               | -                | -  | -                    | -                    | -                    |                      |                      |
| 1998-1999  | GCK Lions              | LNB          | 31  | 1                | 3                | 4                | 40               | 3                | 0  | 0                    | 0                    | 25                   |                      |                      |
| 1998-1999  | ZSC Lions              | LNA          | 4   | 0                | 0                | 0                | 0                | 7                | 0  | 0                    | 0                    | 0                    |                      |                      |
| 1999-2000  | ZSC Lions              | LNA          | 41  | 1                | 0                | 1                | 22               | 12               | 0  | 0                    | 0                    | 0                    |                      |                      |
| 2000-2001  | Kloten Flyers          | LNA          | 43  | 3                | 2                | 5                | 10               | 9                | 1  | 0                    | 1                    | 12                   |                      |                      |
| 2001-2002  | Kloten Flyers          | LNA          | 27  | 1                | 2                | 3                | 12               | -                | -  | -                    | -                    | -                    |                      |                      |
| 2001-2002  | Lausanne HC            | LNA          | -   | -                | -                | -                | -                | 5                | 0  | 0                    | 0                    | 2                    |                      |                      |
| 2002-2003  | Lausanne HC            | LNA          | 44  | 1                | 4                | 5                | 48               | -                | -  | -                    | -                    | -                    |                      |                      |
| 2003-2004  | Lausanne HC            | LNA          | 43  | 1                | 3                | 4                | 36               | 12               | 2  | 1                    | 3                    | 10                   |                      |                      |
| 2004-2005  | Lausanne HC            | LNA          | 22  | 0                | 0                | 0                | 10               | -                | -  | -                    | -                    | -                    |                      |                      |
| 2004-2005  | HC Bâle                | LNB          | 17  | 2                | 3                | 5                | 12               | 19               | 1  | 9                    | 10                   | 26                   |                      |                      |
| 2005-2006  | HC Thurgovie           | 1re ligue    | 23  | 14               | 22               | 36               | 48               | 15               | 9  | 15                   | 24                   | 44                   |                      |                      |
| 2006-2007  | HC Thurgovie           | LNB          | 42  | 4                | 23               | 27               | 96               | -                | -  | -                    | -                    | -                    |                      |                      |
| 2006-2007  | Lausanne HC            | LNB          | 2   | 0                | 4                | 4                | 0                | 6                | 1  | 1                    | 2                    | 16                   |                      |                      |
| 2007-2008  | HC Thurgovie           | LNA          | 2   | 0                | 0                | 0                | 0                | -                | -  | -                    | -                    | -                    |                      |                      |
| 2008-2009  | HC Sierre              | LNB          | 35  | 8                | 23               | 31               | 58               | 6                | 2  | 1                    | 3                    | 16                   |                      |                      |
| 2009-2010  | HC Sierre              | LNB          | 46  | 12               | 24               | 36               | 106              | 11               | 3  | 5                    | 8                    | 18                   |                      |                      |
| 2010-2011  | HC Sierre              | LNB          | 43  | 7                | 45               | 52               | 42               | 4                | 2  | 2                    | 4                    | 6                    |                      |                      |
| 2010-2011  | Rapperswil-Jona Lakers | LNA          | -   | -                | -                | -                | -                | 7                | 0  | 1                    | 1                    | 6                    |                      |                      |
| 2011-2012  | HC Thurgovie           | LNB          | 37  | 9                | 14               | 23               | 36               | -                | -  | -                    | -                    | -                    |                      |                      |
| 2011-2012  | Rapperswil-Jona Lakers | LNA          | 5   | 0                | 0                | 0                | 0                | 5                | 0  | 1                    | 1                    | 2                    |                      |                      |
| 2012-2013  | HC Thurgovie           | LNB          | 40  | 7                | 14               | 21               | 58               | -                | -  | -                    | -                    | _                    |                      |                      |
| 2012-2013  | HC Olten               | LNB          | 9   | 2                | 1                | 3                | 6                | 9                | 1  | 5                    | 6                    | 12                   |                      |                      |
| Totaux LNA | Totaux LNA             | Totaux LNA   | 229 | 7                | 11               | 18               | 138              | 57               | 3  | 3                    | 6                    | 32                   |                      |                      |
| Totaux LNB | Totaux LNB             | Totaux LNB   | 340 | 55               | 155              | 210              | 482              | 63               | 10 | 23                   | 33                   | 119                  |                      |                      |